# Северная Австралия
Под Се́верной Австра́лией (англ. North Australia) может пониматься недолго существовавшая британская колония с таким названием; бывшая территория в федеральном ведении Австралийского содружества, либо предлагаемый вариант названия для штата, который мог бы прийти на замену Северной территории.

## Колония (1846—1847)
Колония была создана на основании патентной грамоты от 17 февраля 1846. Она состояла из всей земли нынешней Северной Территории и части нынешнего Квинсленда, что лежит севернее двадцать шестой параллели южной широты. Столицей был Порт Куртис (ныне Гладстон). Губернатором новой колонии стал Чарльз Август Фицрой, ранее служивший губернатором Острова Принца Эдуарда. Колония была провозглашена на церемонии в Сеттлмент-Пойнт 30 января 1847. Создание новой колонии, и её новоприобретённый статус привлёк много критики в Законодательном Совете Нового Южного Уэльса. Создание колонии было отменено в декабре того же года после смены правительства в Великобритании, но новости об этом прибыли в Сидней только 15 апреля 1847.

## Территория (1927—1931)
Северная Австралия была также недолговечной территорией Австралии. Джордж Пирс, министр внутренних дел Австралии, считал, что Северная территория была слишком большой для того, чтобы ею можно было управлять должным образом. Поэтому 1 февраля 1927, согласно «Акту Северной Австралии» 1926 года, она была разделена на две — Северную Австралию и Центральную Австралию. Однако, 12 июня 1931 они вновь были объединены в Северную территорию.